# Хорошівська районна рада
Хорошівська районна рада — районна рада Хорошівського району Житомирської області, з адміністративним центром в смт Хорошів.
Хорошівській районній раді підпорядковані 3 селищні громади та 2 сільські ради, до складу яких входять 3 селища міського типу, 1 селище та 76 сіл.
Населення становить 37,4 тис. осіб. З них близько 20 тис. — міське населення, близько 17 тис. — сільське.

## Керівний склад ради
Загальний склад ради: 42 депутати. Партійний склад ради: 
- Партія регіонів — 8
- Всеукраїнське об'єднання «Батьківщина» — 7
- Партія «Справедливість» — 6
- Комуністична партія України — 4

Політична партія «Фронт Змін» — 4
- Партія Зелених України — 3
- Політична партія «Сильна Україна» — 3
- Народна Партія — 2
- Українська Народна Партія — 2
- Єдиний Центр — 1
- Політична партія «УДАР (Український Демократичний Альянс за Реформи) Віталія Кличка» — 1
- Соціалістична партія України — 1

- Голова — Суліган Адольф Дмитрович.
- Заступник голови — Євпак Петро Іванович